# Peppe Licciardi
Peppe Licciardi (Napoli, 10 ottobre 1957) è un chitarrista e compositore italiano.

## Biografia
Musicista napoletano. Autore, compositore, arrangiatore e direttore d'orchestra, fratello della nota artista Consiglia Licciardi.
Studia presso il Conservatorio statale di musica Giuseppe Martucci di Salerno, consegue la Laurea in Chitarra classica presso il Conservatorio di San Pietro a Majella di Napoli.
Un suo brano dal titolo Sulo 'nu mumento fa parte dell'album di Roberto Murolo 'Na voce e 'na Chitarra, ma la maggior parte delle sue composizioni sono pubblicate negli album di Consiglia Licciardi: Alma latina edizione Flying, Ariammore edizione CNI distribuzione RTI e Sud edizione Phonotype Record.
Un suo brano Alma latina scritto in collaborazione con Nuccio Tortora e Andre Reyes, dal CD omonimo di Consiglia Licciardi e cantato dai Gipsy Kings insieme a Consiglia Licciardi nel 1994 è stato nei primi posti di tutte le classifiche radiofoniche italiane ed estere.
Tra le sue performance live, spettacoli nei teatri d'opera di tutto il mondo tra cui: Il Cairo, Buenos Aires, Montevideo, Curitiba, Lione, Tirana, Napoli, Tunisi, Istanbul, Colonia, Francoforte, Madrid, Siviglia.
In televisione è apparso in trasmissioni nazionali e internazionali tra cui: International Doc Club, Domenica in, Roxy bar, Uno Mattina, Serata d'onore in onore di Roberto Murolo. Direttore di orchestra nel 1990 in una trasmissione Su Rai1 di Renzo Arbore dal titolo 'Na voce 'na chitarra, fatta in onore dei 50, anni di carriera del maestro Roberto Murolo con grandi ospiti come Lucio Dalla, Renato Carosone, Gino Paoli e tanti altri ancora.
Nel dicembre del 2017 la casa editrice Zona pubblica un suo libro autobiografico dal titolo "Da vico paradiso al paradiso e ritorno... Storia di Peppe e Consiglia Licciardi, fratelli in musica nel ventre di Napoli".
A Febbraio del 2019 La casa editrice napoletana Edizioni MEA pubblica il suo secondo libro dal titolo "Santa Lucia Luntana - Gilda Mignonette, La Regina degli emigranti" sulla vita di una grande artista scomparsa nel 1953.
A settembre del 2020 LFA Editore pubblica il suo terzo libro dal titolo "Lazzari infelici - Viva lo Re di Spagna a morte lo malgoverno" romanzo storico sulla rivolta di Masaniello del 1647, raccontata da una giovane popolana, figlia di un famoso attore del teatro dell’arte vissuto proprio in quel periodo.
A ottobre 2022 esce il primo CD dell'artista dal titolo  MUSE AMANTI 

## Collaborazioni artistiche
Consiglia Licciardi, Joe Amoruso, Fausto Cigliano, Renzo Arbore, Giovanni Mauriello, Enzo Avitabile, Eugenio Bennato, Pino Daniele, Roberto Murolo, Renato Carosone, Nuova Compagnia di Canto Popolare, Antonio Onorato, Enzo Gragnaniello, Nuno da Câmara Pereira, Gipsy Kings, Daniele Sepe, Frank Sinatra.

## Discografia

### Album ai quali ha preso parte
- 1989 - Consiglia Licciardi: Passione (Sugar Music)
- 1990 - Consiglia Licciardi: Reginella (Sugar Music)
- 1990 - Roberto Murolo: 'Na voce 'na chitarra (Sugar Music)
- 1992 - Consiglia Licciardi: Alma latina (Flying Records)
- 1997 - Consiglia Licciardi: Ariammore (Compagnia nuove Indye)
- 1997 - Compilation: Totò', Il principe e la malafemmena (ARCA)
- 1998 - Compilation: Il canto di Napoli (l'U Musica" - etichetta collegata al quotidiano "L'Unità)
- 2003 - Consiglia Licciardi: Torna maggio (PoloSud Record)
- 2010 - Compilation: Insieme – I musicisti napoletani a sostegno della lotta alla fibrosi cistica
- 2010 - Consiglia Licciardi: I canti di Natale (Phonotype record)
- 2011 - Consiglia Licciardi: Emigrante (Phonotype record)
- 2013 - Consiglia Licciardi: Melos antique (Phonotype record)
- 2016 - Consiglia Licciardi: Sud (Phonotype record)
- 2018 - Consiglia Licciardi: Malinconico autunno (Phonotype record)
- 2021 - La Tammorra: A voce d' 'a ggente (Ritualia Edizioni)
- 2022 - Peppe Licciardi: Muse amanti (Ritualia Edizioni)

## Premi e riconoscimenti
- 1977 - 1º premio Rassegna Internazionale Musica Folk Teatro Cilea di Napoli brani inediti di (Peppe Licciardi) cantati con Consiglia Licciardi e il gruppo (Lo cunto del li cunte)